# Rubus adenocomus
Rubus adenocomus är en rosväxtart som först beskrevs av Wilhelm Olbers Focke, och fick sitt nu gällande namn av C. E. Gust.. Rubus adenocomus ingår i släktet rubusar, och familjen rosväxter. Inga underarter finns listade i Catalogue of Life.